# Холнесс, Джульет
Джульет Холнесс (англ. Juliet Holness; урождённая Лэнделл (англ. Landell); род. 16 июля 1971, Спаниш-Таун) — ямайский политик, спикер Палаты представителей и депутат парламента от избирательного округа Сент-Эндрю Ист-Рурал. Замужем за Эндрю Холнессом, премьер-министром Ямайки.

## Биография
Родилась в Спаниш-Тауне. Училась в средней школе Святой Екатерины и женской школе Уолмер. Получила степень бакалавра в области бухгалтерского учёта и экономики и степень магистра в области бухгалтерского учёта в Университете Вест-Индии в Моне.
Первая постоянная работа Холнесс после окончания учёбы была в KPMG, международной фирме, предоставляющей профессиональные услуги и бухгалтерский учёт. Выступая в 2021 году, она заявила, что в компании её повышали по службе примерно каждые шесть месяцев.
В 1997 году она присоединилась к PricewaterhouseCoopers (PwC) и прошла путь до должности старшего аудитора, прежде чем уйти, когда была беременна первым ребёнком. После этого она какое-то время работала бухгалтером в компании Jamaica Biscuit Company.
Холнесс также была членом Ассоциации дипломированных сертифицированных бухгалтеров. Также она работала внештатным консультантом по бухгалтерскому учёту, застройщиком и финансовым контролёром.
После того как её муж стал премьер-министром Ямайки в 2016 году, Холнесс объявила о создании фонда «Спасите наших мальчиков», целью которого является помощь уличным мальчикам.
Холнесс была избрана в парламент в 2016 году и переизбрана в 2020 году. В 2023 году она была избрана спикером.

## Личная жизнь
В 1997 году она вышла замуж за Эндрю Холнесса, с которым познакомилась, будучи ученицей средней школы Святой Екатерины в 1980-х годах. У них двое детей.